# Campeonato de España femenino de balonmano 1970-71
El Campeonato de España femenino de balonmano 1970-71 fue la competición femenina de balonmano más importante de España. Se disputó en el Estadio de la Juventud de Málaga, del 28 al 30 de mayo.
Los equipos participantes fueron Medina de Málaga, Atlético de Madrid, Medina de Valencia y Picadero de Barcelona, por el sistema de liga.

## Resultados

### 1.ª jornada
| 28 de mayo de 1971 | Medina de Valencia | 8:10 (5:5) | Atlético Madrid | Estadio de la juventud, Málaga                |  |
|                    |                    |            |                 | Árbitro(s): Rubio (España) Gutiérrez (España) |  |

Medina de Valencia 8-10 (5-5) Atlético de Madrid Árbitros; Rubio y Gutiérrez.
Picadero de Barcelona 8-10 (4-4) Medina de Málaga Árbitros; López Casamayor y Gutiérrez.

### 2.ª jornada
Picadero de Barcelona 12-13 (8-5) Atlético de Madrid Árbitros; Gutiérrez y López Casamayor.
Medina de Málaga 12-13 (5-5) Medina de Valencia Árbitros; Rubio y López Casamayor.

### 3.ª jornada
Medina de Valencia 15-12 (6-3) Picadero de Barcelona Árbitros; Rubio y Gutiérrez.
Atlético de Madrid] 8-9 (3-6) Medina de Málaga Árbitros; López Casamayor y Rubio.

## Clasificación Final
| Equipo                | Pts | PJ | PG | PE | PP | GF | GC | Dif |
| --------------------- | --- | -- | -- | -- | -- | -- | -- | --- |
| Atlético de Madrid    | 4   | 3  | 2  | 0  | 1  | 31 | 29 | +2  |
| Medina de Málaga      | 4   | 3  | 2  | 0  | 1  | 31 | 29 | +2  |
| Medina de Valencia    | 4   | 3  | 2  | 0  | 1  | 36 | 34 | +2  |
| Picadero de Barcelona | 0   | 3  | 0  | 0  | 0  | 32 | 38 | -6  |

| Comunidad de Madrid               |
| Campeón Atlético Madrid 1º título |

- Datos: Q24933773